# Da Džja
Da Džja ali Taj Džja (kitajsko 太甲) z osebnim imenom Dzi Dži je bil sin kralja Da Dinga in kralj kitajske dinastija Šang. 

## Življenje
V Zapisih Velikega zgodovinarja ga Sima Čjan navaja kot četrtega kralja dinastije Šang in naslednika svojega strica Vaj Binga in Džong Rena. Ustoličen je bil leta 1535 pr. n. št. z Ji Jinom kot predsednikom vlade in Bojem kot glavnim mestom. 
Bil je avtokratski vladar, ki je slabo ravnal s svojim ljudstvom in kršil lastne zakone. Po nekaj letih njegove vladavine je na dvoru prišlo do notranjih neredov. Premier Ji Jin mu je svetoval, naj spremeni svoje vedenje, a svojeglavi kralj tega ni upošteval. Sčasoma Ji Jin ni imel druge izbire, kot da kralja izžene v Tonggong v  današnjem okrožju Janši v Henanu, da se pokesa. 
Sima Čjan pravi, da je po Da Džjajevem izgnanstvu Ji Jin tri leta vladal kot regent, dokler ni menil, da se je kralj dovolj spremenil. Povabil ga je nazaj v prestolnico, da ponovno zasede svoj prestol. Od takrat naprej je kralj skrbel za svoje ljudstvo in dobro vladal. V desetem letu njegovega vladanja je zato Ji Jin odstopil s svojega položaja in se upokojil. 
Bambusni letopisi pripovedujejo zelo drugačno zgodbo in trdijo, da je po Da Džjajevem izgnanstvu Ji Jin prevzel prestol in vladal kot kralj sedem let, dokler se ni Da Džaj na skrivaj vrnil v palačo in ga ubil. Kralj je po vrnitvi na prestol Ji Jinovo zemljo in grad dodelil svojima sinovoma Ji Šeju in Ji Genu. 
Ker arheološki dokazi kažejo, da je ljudstvo Šanga  častilo Ji Jina še več kot sto let po njegovi smrti, velja prvo poročilo za bolj zanesljivo. Po obeh virih je kralj Da Džja pred smrtjo vladal 12 let. Posmrtno so mu dali ime Taj Džja. Nasledil ga je njegov sin Vo Ding.

Zapisi na orakeljskih kosteh, izkopanih v Jinšuju, pravijo, da je bil tretji kralj dinastija Šang, ki je nasledil svojega očeta Da Dinga. Po smrti je dobil ime Da Džja, nasledil pa ga je njegov brat Bu Bing.